# 마크 마골리스
마크 마골리스(Mark Margolis, 1939년 11월 26일~2023년 8월 3일)는 미국의 배우이다.
뉴욕시 마운트 사이나이 병원에서 영면하였다.

## 출연 작품
- 에이브의 쿠킹 다이어리(2018) - 벤자민 역
- 밸리 오브 본즈(2017)
- 얼론(2016)
- 나의 그리스식 웨딩 2(2016) - 파노스 역
- 리마커블 라이프(2015)
- 내스티 베이비(2015)
- 컨파인스(2015)
- 노아(2014)
- 멋진 녀석들(2012)
- 디그(2011)
- 원 폴(2011)
- 신들의 전쟁(2011)
- 더 폴른 페이스풀(2010)
- 블랙 스완(2010)
- 킹즈(2009)
- 아담(2009)
- 드로(2008)
- 더 레슬러(2008)
- 디파이언스(2008) - 유대인 엘더 역
- 가라, 아이야, 가라(2007)
- 블랙 도넬리(2007)
- 천년을 흐르는 사랑(2006)
- 헤드스페이스(2005)
- 스테이(2005)
- 2B퍼펙트리어니스트(2004)
- 하우스 오브 디(2004)
- 파티클스 오브 트루스(2003)
- 브리짓(2002)
- 인페스티드 (2002, Infested)
- 퀴니 인 러브(2001)
- 하드 볼(2001)
- 테일러 오브 파나마(2001)
- 한니발(2001)
- 디너 러쉬(2000)
- 에드(2000)
- 패스트 푸드 패스트 우먼(2000)
- 레퀴엠(2000)
- 보스(1999)
- 제이콥의 거짓말(1999)
- 플로리스(1999)
- 엔드 오브 데이즈(1999)
- 미키 블루 아이즈(1999)
- 토마스 크라운 어페어(1999)
- 파이(1998)
- 트러블 온 더 코너(1997)
- 오즈(1997)
- 앱솔루트 파워(1997)
- 나는 앤디 워홀을 쏘았다(1996)
- 졸업(1996)
- 마지막 전사(1994)
- 에이스 벤츄라(1994)
- 댐 Vs 노엘(1993)
- 1492 콜럼버스(1992)
- 펜드럼(1990)
- 공포의 3일밤(1990)
- 천사의 추락(1990)
- 델타 포스 2(1990)
- 대부와 연인(1989)
- 영광의 깃발(1989)
- 레이디 스카페이스(1988)
- 제9의 표적(1987)
- 나의 성공의 비밀(1987)
- 베드룸 윈도우(1987)
- 에디 마콘(1983)
- 스카페이스(1983)
- 유 베터 왓치 아웃(1980)
- 고잉 인 스타일(1979)
- 숏 아이스(1977)

### 텔레비전
- 법과 질서(1990)
- 브레이킹 배드 시즌1(2008)